# أوفيديو بك
أوفيديو بك (بالرومانية: Ovidiu Bic)‏ هو لاعب كرة قدم روماني في مركز الوسط، ولد في 23 فبراير 1994 في Abrud ‏ في رومانيا. لعب مع بيهور أوراديا وجامعة كلوج ونادي يونيفيرسيتاتيا كرايوفا.

## وصلات خارجية
- أوفيديو بك على موقع قاعدة بيانات كرة القدم.إي يو (الإنجليزية)
- أوفيديو بك على موقع Soccerway.com (الإنجليزية)